# Thomas Percy (obispo de Dromore)

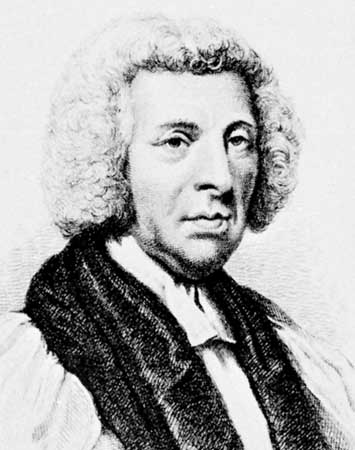
Foto de Thomas Percy.

Thomas Percy (13 de abril de 1729-30 de septiembre de 1811) fue un obispo inglés de Dromore, recordado como editor de una serie de periódicos del siglo XVIII: Tatler, Guardian y Spectator. 
Se considera que su mayor contribución a la historia de la literatura es Reliques of Ancient English Poetry (1765), la primera de las colecciones de grandes baladas, y la obra que más influyó en el renacimiento de la balada en la poesía inglesa, que tanta importancia tuvo en el movimiento romántico. Perteneció al grupo llamado "poetas de cementerio".
- Datos: Q712930
- Multimedia: Thomas Percy (bishop of Dromore) / Q712930